# Cariblatta reticulosa
Cariblatta reticulosa är en kackerlacksart som först beskrevs av Walker, F. 1868.  Cariblatta reticulosa ingår i släktet Cariblatta och familjen småkackerlackor.
Artens utbredningsområde är Jamaica. Inga underarter finns listade.